# Тихонов, Василий Иванович (учёный)
Василий Иванович Тихонов (23 августа 1921 — 3 сентября 2006) — советский и российский учёный в области радионавигации и радиосвязи, доктор технических наук (1957), профессор (1961), начальник кафедры ВВИА имени Н. Е. Жуковского, генерал-майор авиации, лауреат Государственной премии СССР 1986 года.

## Биография
Родился в деревне Чеварда Салдамано-Майданской волости Лукояновского уезда, ныне Лукояновский район Нижегородской области.
Окончил семилетнюю школу в своём районе, педагогический рабфак в Арзамасе (1938) и поступил на физико-математический факультет Горьковского государственного университета.
В августе 1941 года призван в РККА и направлен на учёбу в Военно-воздушную инженерную академию им. Н. Е. Жуковского, факультет электроспецоборудования. Во время стажировки принимал участие в боевых действиях в должности инженера по радио истребительного полка Ленинградского фронта.
После окончания академии в 1945 году был направлен в НИИ № 17 наркомата авиационной промышленности (ныне — ОАО "Концерн радиостроения «Вега»"). Работал инженером, а с 1946 года — ведущим инженером лаборатории радиоприёмных устройств.
В 1946 году поступил в аспирантуру при НИИ-17 (без отрыва от производства). В 1947 году перевёлся в Военно-воздушную инженерную академию им. проф. Н. Е. Жуковского, работал старшим инженером отделения связной авиационной радиоаппаратуры.
В январе 1948 года зачислен в адъюнктуру ВВИА на кафедру теоретической радиотехники, которую окончил в сентябре 1949 года (научный руководитель — профессор и будущий академик В. В. Мигулин). Защитил кандидатскую диссертацию на тему  «Исследования шумфактора приёмника сантиметровых волн».
В ноябре 1949 года Приказом Главнокомандующего ВВС назначен младшим преподавателем Кафедры радиотехники. В 1953 году присвоено учёное звание «доцент».
С 1952 года занимался исследованиями по анализу влияния шумов на работу радиоэлектронных устройств и систем.
В 1957 году защитил докторскую диссертацию «Воздействие электрических флуктуаций на нелинейные радиотехнические устройства». В 1961 году присвоено звание профессора.
Основоположник научной школы в области статистической радиотехники и оптимального построения радиоэлектронных систем. Вклад в развитие статистической радиотехники:
- Развитие теории выбросов случайных процессов (1954 год: П. И. Кузнецов, Р. Л. Стратонович и В. И. Тихонов)
- Метод анализа нелинейных преобразований случайных процессов, основанных на их представлении рядами Вольтерра (1953 год: П. И. Кузнецов, Р. Л. Стратонович и В. И. Тихонов)
- Разработка метода определения статистических характеристик случайных процессов на выходе произвольного инерциального нелинейного устройства, исходя из их статистических характеристик случайного процесса (задаваемого кумулянтными и квазимоментными функциями), действующего на входе (1954 и 1960 года: П. И. Кузнецов, Р. Л. Стратонович и В. И. Тихонов).

С февраля 1958 года — начальник кафедры радионавигации и радиосвязи Военно-воздушной инженерной академии им. проф. Н. Е. Жуковского.
Генерал-майор авиации (1979).
Уволен с военной службы в 1988 году, после чего продолжил работу на кафедре.
Автор 12 монографий, 6 учебников, более 240 научных статей и отчётов по научно-исследовательским работам. Под его руководством подготовлено 16 докторов и около 150 кандидатов технических наук.
Умер в Москве, похоронен на Ваганьковском кладбище.

## Награды и премии
- Государственная премия СССР (1986) — за цикл работ «Теория фазовой синхронизации в радиотехнике и связи».
- Почётный радист СССР (1959).
- Заслуженный деятель науки и техники РСФСР (9 марта 1972).

Награждён орденами Отечественной войны 1-й степени; Трудового Красного Знамени; тремя орденами Красной Звезды.

## Сочинения
- Kuznetsov P. I, Stratonovich R. L., Tikhonov V. I., Nonlinear Transformation of Stochastic Processes (Pergamon Press, 500 pp., 1965).
- Флюктуационные процессы / В. И. Тихонов. — [Москва] : ВВИА им. проф. Н. Е. Жуковского, 1961. — 259 с. : ил.; 22 см.
- Выбросы случайных процессов. — Москва : Наука, 1970. — 392 с. : черт.; 21 см.
- Статистическая радиотехника. — Москва : Сов. радио, 1966. — 678 с.
- Нелинейная фильтрация и квазикогерентный прием сигналов. — Москва : Сов. радио, 1975. — 704 с.
- Статистическая радиотехника / В. И. Тихонов. — 2-е изд., перераб. и доп. — Москва : Радио и связь, 1982. — 624 с.
- Оптимальный прием сигналов / В. И. Тихонов. — Москва : Радио и связь, 1983. — 320 с.
- Нелинейные преобразования случайных процессов / В. И. Тихонов. — Москва : Радио и связь, 1986. — 295 с.
- Статистический анализ и синтез радиотехнических устройств и систем : [Учеб. пос. для радиотехн. спец. вузов] / В. И. Тихонов, В. Н. Харисов. — Москва : Радио и связь, 1991. — 608 с.; ISBN 5-256-00789-0
- Марковские процессы / В. И. Тихонов, М. А. Миронов. — Москва : Сов. радио, 1977. — 488 с.
- Статистический анализ и синтез радиотехнических устройств и систем : учеб. пос. для студ. вузов радиотехнич. спец. / В. И. Тихонов, В. Н. Харисов. — 3-е изд., стер. — Москва : Горячая линия — Телеком, 2018. — 607 с.; ISBN 978-5-9912-0393-7
- Выбросы траекторий случайных процессов / В. И. Тихонов, В. И. Хименко; Отв. ред. В. И. Сифоров; АН СССР, Ин-т радиотехники и электрон. — Москва : Наука, 1987. — 303 с.
- Примеры и задачи по статистической радиотехнике  : [Для радиотехн. спец. вузов] / В. Т. Горяинов, А. Г. Журавлев, В. И. Тихонов ; Под ред. проф. В. И. Тихонова. — Москва : Сов. радио, 1970. — 597 с.